# Congreso Nacional Indio
El Congreso Nacional Indio (en hindi: भारतीय राष्ट्रीय कांग्रेस; INC), también conocido coloquialmente como el Partido del Congreso o el Congreso, es uno de los principales partidos políticos de India, que cuenta con una amplia base.
Fundado en 1885, el Partido del Congreso fue el primer movimiento nacionalista moderno que emergió en el Imperio británico en Asia y África. Desde finales del siglo XIX, y especialmente a partir de 1920 bajo el liderazgo de Mahatma Gandhi, el Congreso lideró el movimiento de independencia indio, con alrededor de 15 millones de personas participando en la organización y otros setenta millones apoyando la lucha contra la opresión del Imperio británico en el país. El Congreso lideró a India a su independencia del Reino Unido, e influyó potentemente en otros movimientos nacionalistas anticoloniales en el Imperio británico. Tras la llegada de la independencia en 1947, el CNI se convirtió en el principal partido del país.
El Congreso es un partido laico cuya plataforma socialdemócrata generalmente es considerada perteneciente al centroizquierda de la política de la India. La política social del Congreso está basada en el principio gandhiano de Sarvodaya —la elevación de todos los sectores de la sociedad—, el cual involucra la mejora de la vida de la gente económicamente desfavorecida y socialmente marginada.
Aunque el Congreso Nacional Indio fue el artífice del giro neoliberal de la India en la década de 1980, emprendió un giro a la izquierda de cara a las elecciones legislativas de 2019: garantía de ingresos mínimos para los más pobres, medidas para combatir la contaminación y revisión de las leyes de emergencia que permiten al ejército reprimir impunemente en Cachemira.
Durante la 17.ª legislatura (2014-2019), sus 44 diputados forman el segundo mayor contingente parlamentario. El partido a su vez lidera la coalición UPA.

## Resultados electorales

### Asamblea Legislativa Central (Raj británico)
| Elecciones | Líder              | # de escaños |
| ---------- | ------------------ | ------------ |
| 1934       | Bhulabhai Desai    | 42/147       |
| 1945       | Sarat Chandra Bose | 59/102       |

### Lok Sabha
| Elecciones | Líder               | # de escaños | Diferencia | # de votos       | % de votos | Puesto    |
| ---------- | ------------------- | ------------ | ---------- | ---------------- | ---------- | --------- |
| 1951-1952  | Jawaharlal Nehru    | 364/489      |            | 47.665.875 (#1)  | 44,99%     | Gobierno  |
| 1957       | Jawaharlal Nehru    | 371/494      | 7          | 57.579.589 (#1)  | 47,78%     | Gobierno  |
| 1962       | Jawaharlal Nehru    | 361/494      | 10         | 51.509.084 (#1)  | 44,72%     | Gobierno  |
| 1967       | Indira Gandhi       | 283/520      | 78         | 59.490.701 (#1)  | 40,78%     | Gobierno  |
| 1971       | Indira Gandhi       | 352/518      | 69         | 64.033.274 (#1)  | 43,68%     | Gobierno  |
| 1977       | Indira Gandhi       | 154/542      | 198        | 65.211.589 (#2)  | 34,52%     | Oposición |
| 1980       | Indira Gandhi       | 353/529      | 199        | 84.455.313 (#1)  | 42,69%     | Gobierno  |
| 1984       | Rajiv Gandhi        | 404/516      | 51         | 115.478.267 (#1) | 49,10%     | Gobierno  |
| 1989       | Rajiv Gandhi        | 197/545      | 207        | 118.894.702 (#1) | 39,53%     | Oposición |
| 1991       | P. V. Narasimha Rao | 232/521      | 35         | 101.285.692 (#1) | 36,40%     | Gobierno  |
| 1996       | P. V. Narasimha Rao | 140/545      | 92         | 96.443.506 (#1)  | 28,80%     | Oposición |
| 1998       | Sitaram Kesri       | 141/545      | 1          | 96.075.541 (#1)  | 28,80%     | Oposición |
| 1999       | Sonia Gandhi        | 114/545      | 27         | 103.120.330 (#1) | 28,30%     | Oposición |
| 2004       | Sonia Gandhi        | 145/545      | 31         | 138.312.337 (#1) | 26,70%     | Gobierno  |
| 2009       | Manmohan Singh      | 262/543      | 117        | 119.111.019 (#1) | 28,55%     | Gobierno  |
| 2014       | Rahul Gandhi        | 44/543       | 218        | 106.938.242 (#2) | 19,31%     | Oposición |
| 2019       | Rahul Gandhi        | 52/543       | 8          | 119.494.885 (#2) | 19,49%     | Oposición |
| 2024       | Mallikarjun Kharge  | 102/543      | 42         | 136.759.064 (#2) | 21.19%     | Oposición |

## Lista de presidentes del Partido
- Womesh Chandra Bonnerje
- Dadabhai Naoroji
- Badruddin Tyabji
- George Yule
- Sir William Wedderburn
- Sir Pherozeshah Mehta
- P. Ananda Charlu
- Alfred Webb
- Surendranath Banerjea
- Rahimtulla M. Sayani
- Sir C. Sankaran Nair
- Ananda Mohan Bose
- Romesh Chunder Dutt
- Sir Narayan Ganesh Chandavarkar
- Sir Dinshaw Edulji Wacha
- Lalmohan Ghosh
- Sir Henry Cotton
- Gopal Krishna Gokhale
- Pandit Madan Mohan Malaviya
- Pandit Bishan Narayan Dar
- Rao Bahadur Raghunath Narasinha Mudholkar
- Nawab Syed Muhammad Bahadur
- Bhupendra Nath Bose
- Lord Satyendra Prasanna Sinha
- Ambica Charan Mazumdar
- Annie Besant
- Syed Hasan Imam
- Motilal Nehru (Presidente en 1919-1920, 1928-1929)
- Lala Lajpat Rai
- C. Vijayaraghavachariar
- Hakim Ajmal Khan
- Deshbandhu Chittaranjan Das
- Maulana Mohammad Ali
- Maulana Abul Kalam Azad (Prominente luchador independentista; presidente en el periodo 1940–1946)
- Mohandas K. Gandhi (Líder popular del movimiento independentista; presidente del partido en 1924–1925)
- Sarojini Naidu
- S. Srinivasa Iyengar
- Dr. Mukhtar Ahmed Ansari
- Pandit Jawaharlal Nehru (primera persona en ocupar el puesto de primer ministro de la India Independiente 1947–1964; presidente del partido 1929–1931, 1936–1938, 1946, 1951–1955)
- Sardar Vallabhbhai Patel; Presidente del partido 1931–1932)
- Nellie Sen Gupta
- Dr. Rajendra Prasad (Primer presidente del país 1950–1962; presidente del partido 1934–1936)
- Netaji Subhas Chandra Bose (cofundador del Ejército Nacional Indio); jefe de Estado del Gobierno Provisional de la India Libre; presidente del partido1938–1939)
- Acharya J.B. Kripalani
- Dr. Pattabhi Sitaramayya
- Purushottam Das Tandon
- Neelam Sanjivareddy
- K. Kamaraj
- S. Nijalingappa
- Jagjivan Ram
- Dr. Shankar Dayal Sharma
- Indira Gandhi (Primera ministra de India 1966–1977, 1980–1984; Presidenta del partido 1960–1961, 1978–1984)
- Rajiv Gandhi (primer ministro de India 1984–1987; Presidente del partido1984–1991)
- P.V. Narasimha Rao (primer ministro de India 1991–1996; Presidente del partido 1991–1996)
- Sitaram Kesri 1996–1998
- Sonia Gandhi 1998